# تيلدا يوهانسون
تيلدا يوهانسون (من مواليد 5 يناير 2001) هي لاعبة ألعاب قوى سويدية تتنافس في عدة تخصصات. تنافست في سباق 60 مترًا حواجز في بطولة أوروبا لألعاب القوى داخل الصالات 2019 في غلاسكو. في بطولة أوروبا لألعاب القوى تحت 18 سنة 2018 فازت بالميدالية الذهبية في الوثب الطويل بمسافة 6.33 م. شاركت في بطولة العالم لألعاب القوى 2019 في الدوحة، في منافسات الوثب الطويل، حيث حصلت على المركز السابع عشر في التصفيات.